# دوغ موريس
دوغ موريس (بالإنجليزية: Doug Morris)‏ هو كاتب أغاني وكبير الإداريين التنفيذيين ومنتج أسطوانات وملحن أمريكي، ولد في 23 نوفمبر 1938 في نيويورك في الولايات المتحدة.

## وصلات خارجية
- دوغ موريس على موقع ميوزك برينز (الإنجليزية)
- دوغ موريس على موقع ديسكوغز (الإنجليزية)